# Erik Husfeldt
Erik Husfeldt (20. december 1901 på Sumatra i Indonesien – 11. november 1984 i Gentofte) var en dansk læge og modstandsmand, medlem af Frihedsrådet og anti-kommunist.
Erik Husfeldt blev student fra Plockross' Skole 1919, tog medicinsk eksamen 1927 og blev uddannet ved flere københavnske hospitaler. Husfeldt blev dr.med. i 1932, var 1. reservekirurg ved Odense amts- og bysygehus 1935-38 og ved Kommunehospitalet i København 1939-43, prosector chirurgiae ved Københavns Universitet 1938-39, fik specialistanerkendelse i kirurgi 1938 og i kirurgiske lunge- og hjertesygdomme 1941, var lektor i kirurgi ved Københavns Universitet 1941-43 og blev professor i kirurgi her 1943-1968 og var sideløbende overkirurg ved Rigshospitalet. I 1930'erne indførte han kirurgisk behandling af hjerte- og lungesygdomme (thoraxkirurgi) i Danmark.
Husfeldt var under 2. verdenskrig medlem af modstandsorganisationen Ringen, hvor han var højre hånd for Frode Jakobsen, og virkede her under dæknavnet "Arkitekt Jensen"/"Arkitekt Jørgensen". Han deltog aktivt i redningen af de danske jøder i 1943, hvor han formidlede kontakt mellem Frihedsrådet og militæret. Husfeldt blev optaget i Frihedsrådet i foråret 1945.
Efter befrielsen var han medlem af den danske delegation ved undertegnelsen af FN-pagten i San Francisco og var involveret i humanitært arbejde, bl.a. for WHO. Han ledte et hold danske læger udsendt af WHO til Tyrkiet og Israel i 1950 af det internationale kursus i anæstesiologi (lære om bedøvelse) i København oprettet af WHO og Københavns Universitet 1950 og af et internationalt hold af læger og videnskabsmænd udsendt af WHO til Indien, Burma og Ceylon 1952 og deltog i endnu et hold til Indien 1953, Ægypten 1955 og Iran 1957. Han var udsendt af WHO som rådgiver til regeringerne i Ceylon og Indien i 1958 og 1959; visiting professor ved universitetet i Genève 1960 og leder af Dansk Røde Kors' ambulance til Ungarn oktober-november 1956.
Efter krigen var Husfeldt en central person i det anti-kommunistiske arbejde i Danmark bl.a. gennem Selskabet for Frihed og Kultur samt Firmaet. Husfeldt og ligesindede anså kampen mod Sovjetunionen og de danske kommunister for at være en fortsættelse af kampen mod tyskerne under krigen. Som led i dette arbejde samarbejde han bl.a. med Svend Truelsen og statsminister H.C. Hansen under navnet "Babylon" med repræsentanter for den amerikanske efterretningstjeneste.
Han var Ridder af 1. grad af Dannebrog, bar også andre ordener og modtog Hjemmeværnets Fortjenstmedalje, var æresmedlem af Dansk anæsthesiologisk Selskab 1952, The Thoracic Society (England) 1953, The Cardiological Society of India 1953, The Society of Thoracic Surgeons of Grcat Britain and Ireland 1953, The American College of Surgeons 1954, The Royal College of Surgeons of Ireland 1963, Græsk kirurgisk forening og Græsk anæstesiologisk selskab 1964, The Royal Society of Medicinc, London 1964. The Association of Surgeons of Great Britain and Ireland 1964, The International College of Chest Physicians 1965, The Royal College of Surgeons of London 1968; korresponderende medlem af The Association of Surgeons of Great Britain and Ireland 1955, Svensk Kirurgisk Forening 1963, Deutsche Gesellschaft für Chirurgie 1964; Membre Associé de l'Académie de Chirurgie de Paris 1956; dr.jur. h.c. ved universitetet i Glasgow 1958; dr. med. h.c. ved universitetet i Genève 1961.
Han var tillige medlem af bestyrelsen for Dansk kirurgisk Selskab 1935-37, formand 1961-63 og for P. Carl Petersens Fond fra 1942, formand fra 1947, sekretær i Nordisk kirurgisk Forening fra 1939 og medlem af dennes bestyrelse fra 1956, sekretær i Skandinavisk Forening for Thoraxkirurgi fra 1950, Sundhedsstyrelsens konsulent i kirurgi 1951-66, medlem af og næstformand i Retslægerådet 1965-72, præsident for Dansk Røde Kors fra 1968, formand i bestyrelsen for universitetskollegiet Studentergården fra 1948, formand for hovedbestyrelsen for De danske Hjemmeværnsforeninger 1946, for repræsentantskabet for Dagbladet Information, for bestyrelsen for Selskabet for Frihed og Kultur og for bestyrelsen for Bryggeriet Stjernens studiefond, medlem af styrelsen for teknisk samarbejde med udviklingslandene. Han modtog Generalkonsul Ernst Carlsens Hæderspris 1958, Grosserer Holger Petersens Legat 1961 og Pfizer-prisen 1970.
Han er begravet på Hellerup Kirkegård.